# هدویگ لیندال
هدویگ لیندال (سوئدی: Hedvig Lindahl؛ زادهٔ ۲۹ آوریل ۱۹۸۳) بازیکن فوتبال اهل سوئد است.

## باشگاهی
از باشگاه‌هایی که در آن بازی کرده‌است می‌توان به باشگاه فوتبال مالمو، باشگاه فوتبال لینشوپینگ، باشگاه فوتبال روزنگرد، باشگاه فوتبال بانوان چلسی و باشگاه فوتبال چلسی اشاره کرد.

## تیم ملی
وی همچنین در تیم‌های ملی فوتبال زنان سوئد بازی کرده‌است.
وی در مسابقات کشوری و بین‌المللی در مجموع برندهٔ ۱ مدال نقره شده‌است.